# Mehmet Ali Yalçındağ
 (novembre 2016).
Mehmet Ali Yalçındağ (né en 1964 à Istanbul) est un homme d'affaires turc. Il dirige la branche médias de Doğan Holding jusqu'à sa démission en octobre 2016, qui suit un scandale de diffusion de mails qu'il a échangés avec le ministre de l'énergie Berat Albayrak,,.

## Biographie
Mehmet Ali Yalçındağ est jusqu'en octobre 2016 à la tête de la filiale médias de la Doğan Holding, qui détient le journal Hürriyet et les chaînes de télévision CNN Turk et Kanal D,,. Il est également le gendre du président du groupe Aydın Doğan.
Fin septembre 2016 un groupe de hackers turcs rend publics 20 Go de courriels échangés entre Mehmet Ali Yalçındağ et le ministre Berat Albayrak, qui est également le gendre du président de la république Recep Tayyip Erdoğan,,.